# As-Summakijja al-Kiblijja
As-Summakijja al-Kiblijja (arab. السماقية القبلية) – wieś w Syrii, w muhafazie Hama. W 2004 roku liczyła 748 mieszkańców.